# Tatort: Schatten
Schatten ist ein Fernsehfilm aus der Kriminalreihe Tatort der ARD und des ORF. Der Film wurde unter der Regie von Thorsten Näter von Radio Bremen produziert und am 28. Juli 2002 im Programm Das Erste zum ersten Mal gesendet. Für Kriminalhauptkommissarin Inga Lürsen (Sabine Postel) ist es der achte Fall, in dem sie ermittelt, und für Kriminalkommissar Stedefreund (Oliver Mommsen) der dritte Fall, den er zusammen mit Inga Lürsen zu lösen hat.
Diese 506. Tatort-Folge konfrontiert Inga Lürsen mit ihrer rebellischen Vergangenheit, wodurch sie große Probleme mit den eigenen Kollegen und dem Staatsanwalt bekommt.

## Handlung
Hauptkommissarin Lürsen und ihr Partner Stedefreund werden zum Fundort einer Leiche gerufen. Lürsen kennt den Mann, der Dieter Blohm heißt, aus früheren Zeiten, als er als politischer Journalist aktiv und möglicherweise nun wieder einem brisanten Fall auf der Spur war. Einem Tagebucheintrag des Getöteten entnehmen sie ein geplantes Treffen im Bremer Hafengelände. Dort wird Lürsen auf Sören Feldmann aufmerksam, den sie auch aus ihrer aktiven Zeit bei der Friedensbewegung kennt. Als sie und Stedefreund ihn verhaften wollen, erscheint völlig unerwartet das SEK und übernimmt den gerade Festgenommenen. Die Kriminalbeamten sind empört, von dem Einsatz nicht informiert worden zu sein. Doch muss sich nun Lürsen wegen ihres Zugriffs bei ihrem Vorgesetzten und dem Staatsanwalt verantworten, weshalb sie eigenmächtig einen mutmaßlichen Terroristen jage. Der Staatsanwalt verdächtigt sie, in den Fall involviert zu sein und Lürsen wird suspendiert.
Trotzdem arbeitet sie weiter an dem Fall und bleibt auch mit Stedefreund heimlich in Verbindung. Sie kontaktiert als Ersten Armin Wulf, den sie ebenfalls von früher kennt, um sich mit ihm zu beraten. Sie gehörte zusammen mit ihm, Blohm, Feldmann und vielen anderen, die heute alle zum Teil hochrangige Posten bekleiden, zu einer Gruppe RAF-Sympathisanten. In der Nacht als Ulrike Meinhof starb, wollten sie verhindern, dass in der Presse nur Halbwahrheiten erscheinen und versuchten die Ausgabe des „Weserexpress“ verhindern, indem sie die Tore blockieren wollten. Doch eskalierte die Aktion und ein Wachmann wurde dabei getötet, wozu sich Feldmann später bekannte, aber im Ausland untertauchte und sich einer Bestrafung entzog. Nachdem er nun nach 26 Jahren festgenommen wurde, bestreitet er den Mord.
Lürsen nutzt die Beerdigung von Blohm, um sich mit den Mitgliedern der alten Gruppe zu treffen, da sie fast ausnahmslos zu der Beerdigung erscheinen. Aufgrund von Blohms Tagebucheinträgen mit deren Namen und Geldsummen befragt sie sie, ob sie von Blohm erpresst wurden, damit die „alten Geschichten“ nicht bekannt werden. Sie bejahen das, doch leugnen sie, etwas mit Blohms Tod zu tun zu haben. Da Georg Berger fehlt, fährt sie nach Berlin, wo er als Abgeordneter tätig ist. Mit Hilfe seines politischen Einflusses gelingt es ihr, mit Sören Feldmann zu sprechen. Von ihm erfährt sie, dass Blohm selber auch erpresst wurde und dass dieser den Erpresser ausfindig machen wollte. Möglicherweise war er ihm tatsächlich auf der Spur und wurde deshalb umgebracht. Sie vereinbart mit Georg Berger, dass er auf ein noch offenes Erpresserschreiben eingeht.
Mittlerweile hat Armin Wulf herausgefunden, dass sein Sohn Gerhard schon seit Monaten nicht mehr arbeitet und dies ihm verheimlicht hat. Er findet bei ihm seine eigenen, früheren Unterlagen, die Erpresserbriefe und einen Hinweis auf den Übergabeort der aktuellen Erpressung. In Sichtweite seines Sohnes nimmt er das von Berger in einem Papierkorb hinterlegte Geld an sich. Lürsen beobachtet über Kameras die beiden, Armin Wulf wird festgenommen. Er gesteht die Erpressung, den Mord an Blohm und den Mord an dem Wachmann. Nachdem er sich jedoch in seiner Zelle erhängt, befragt Lürsen auf der Beerdigung Gerhard Wulf. Er gibt zu, dass er durch die Aufzeichnungen seines Vaters auf die Idee der Erpressung gekommen ist, da er akute finanzielle Probleme hatte, seine Firma bereits in Konkurs gehen musste und er weiterhin auch seinen Vater unterstützen wollte. Bei der Geldübergabe mit Blohm sei es zum Streit gekommen und er hätte auf ihn eingeschlagen, wodurch er zu Tode kam. Lürsen lässt ihn festnehmen, schätzt aber, dass er aufgrund des vorliegenden Geständnisses seines Vaters und weil dieser das Geld aus dem Papierkorb nahm, wieder freikommt, wenn er das Geständnis nicht wiederholt.
Aufgrund des erfolgreichen Abschlusses des Falls darf Inga Lürsen den Dienst wieder aufnehmen.

## Hintergrund
Der Film wurde von Radio Bremen und Degeto produziert und in Bremen, beim Bremer Sechstagerennen, Berlin und der Umgebung von Bremen gedreht.
Der Bremer Tatort erhielt jeweils eine Nominierung für den Fernsehfilmpreis der Deutschen Akademie der Darstellenden Künste und den Adolf-Grimme-Preis.
Stargast bei dem Tatort war der James-Bond-Darsteller Roger Moore, der sich selbst spielte und als Gast beim Bremer Sechstagerennen auftrat.
Seit dieser Folge sind Lürsen und Stedefreund per du.

## Einschaltquoten
Die Erstausstrahlung von Schatten am 28. Juli 2002 wurde in Deutschland insgesamt von 5,39 Millionen Zuschauern gesehen und erreichte einen Marktanteil von 23,0 Prozent für Das Erste.